# ロングドライブ

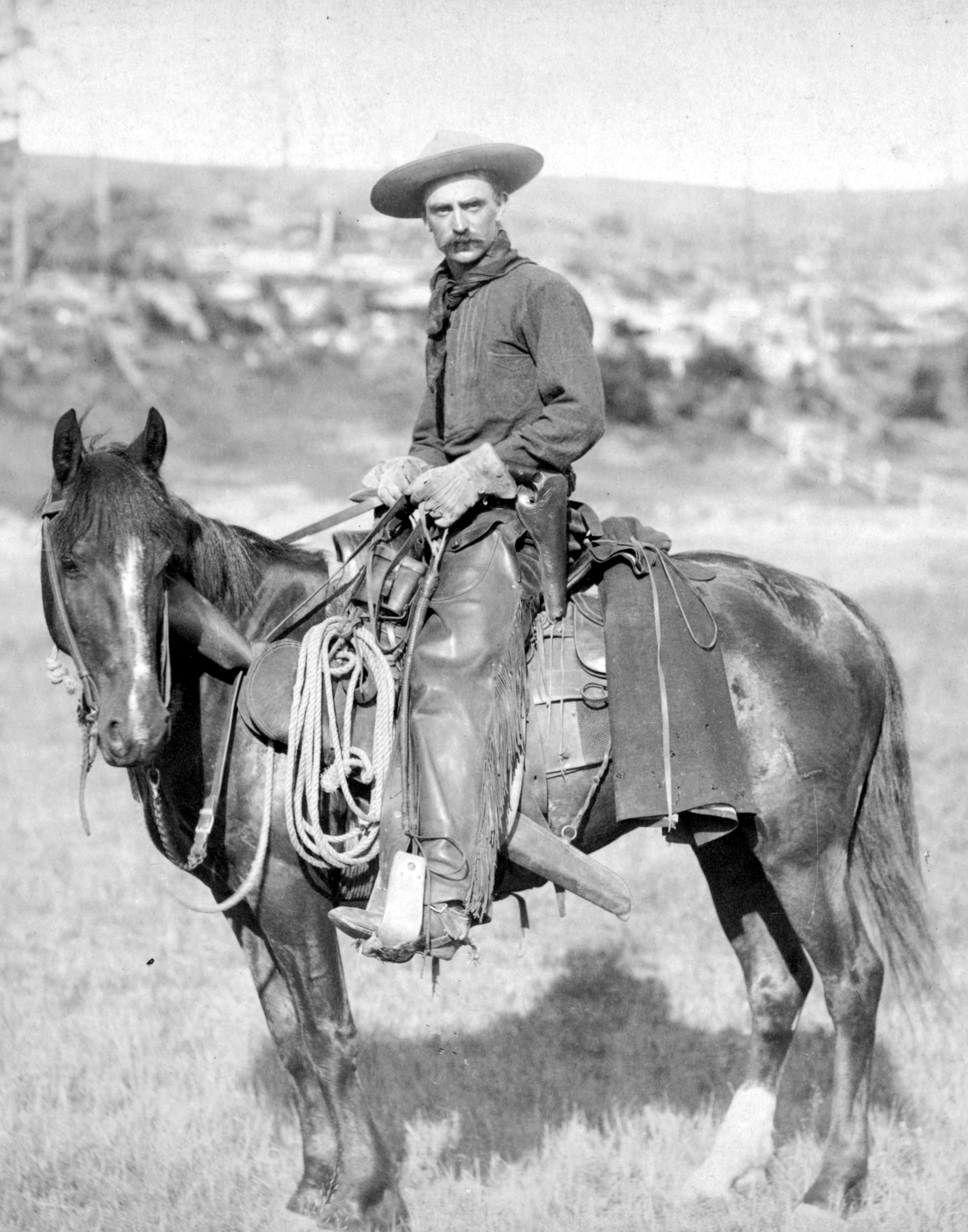
牛追い人 1887年

ロングドライブ（Long Drive）とは、アメリカ合衆国の西部開拓時代に行われた繁殖地から肥育地または需要地までの牛群の輸送のこと。主にテキサス州の北部一帯からミズーリ州やカンザス州、ネブラスカ州の出荷駅までカウボーイに送られ、カリフォルニア州方面や東部の都市へと鉄道で輸送された。

## 概要
カリフォルニアで金の鉱脈が発見されたことに始まるゴールドラッシュで採掘人が殺到する中、急激な人口増加で食料不足が発生したカリフォルニアにテキサスから牛を運んだことが始まり。カリフォルニアに運ばれた牛はテキサスでの売値の10倍以上となったと言われる。
南北戦争終戦の頃、テキサス州、インディアン準州、カンザス州からワイオミング州にかけて広がる広大な牧草地に、何百万頭もの野生化した牛が群れを作っていた。この牛を東部の都会に出荷すれば、テキサス州の相場の20倍で売れた。復員したテキサスの若者やメキシコ人の牧童が牛追い業者に雇われ、出荷に適した牛を選別し、アビリーンやドッジシティなどの出荷駅まで群れを追った。12人前後のカウボーイと幌馬車のチームが1回で約2500頭の牛を1,900 - 2,400 km追うのが普通だった。時とともに、放牧し、牛を肥やしながら輸送するノウハウが蓄積され、カナダ国境付近まで放牧エリアは拡大し、出荷駅も次々に増えていった。
こうした放牧は、鉄道網の拡充と食肉保存技術の向上により1871年に最盛期を迎え、年間に約60万頭の牛が積み出し駅まで送られ、東部の都会に向けて出荷された。しかし、1880年代半ばには草原は新たに作られた牧場の柵や鉄道線と自作農民の有刺鉄線に仕切られ、ロングドライブは困難になった。1886 - 87年の冬の大寒波により野生牛の数が激減すると、牛追い業者たちは草原を分割占拠し農場や牧場に変えてゆき、ロングドライブは終焉を迎えた。
ブラジルの西部では今でも同様な輸送が行われている。

## 文化面の影響
「馬に乗ってさすらう野性的な男達」というモチーフは東部の都会人の琴線に触れ、極西部の様子がスケッチや散文の形で伝えられた。セオドア・ルーズベルトもダコタ準州のバッドランズに牧場を買い、その2年余りの極西部の暮らしは自伝に記されている。1902年にオーエン・ウィスターが短篇集『ヴァージニア人』を著した。紳士なカウボーイが主役の勧善懲悪なストーリーは、のちの「西部劇」のモデルとなり、アメリカの内外に伝説として浸透していった。